# Fregata Mărășești
Fregata Mărășești (F 111) a fost construită la șantierul Naval Mangalia între anii 1979-1985 și este cea mai mare navă de război construită vreodată în România. 
A intrat în serviciul Marinei Militare în luna august 1985, fiind clasificată crucișător ușor port-elicoptere și a primit numele de Muntenia.
Între 1988 și 1990 a fost dezactivată din lipsă de personal și combustibil.
La data de 2 mai 1990 s-a schimbat denumirea și clasa navei, devenind distrugătorul Timișoara.
Începând cu august 1990, este reclasificată ca distrugător, iar de atunci va purta numele de Mărășești, în amintirea Distrugătorului Mărășești din cadrul Flotilei de Distrugătoare a Marinei Regale Române. 
De la 1 aprilie 2001 nava este încadrată în clasa fregate (F 111).
Fregata Mărășești este destinată îndeplinirii misiunilor pe timp de pace, în situații de criză și de război, sub comandă națională sau în cadrul NATO.
Fregata Mărășești este continuatoarea tradițiilor distrugătorului Mărășești, intrat în serviciu la 1 iulie 1920.
Pe timp de pace, nava poate îndeplini următoarele misiuni:
- căutare și salvare pe mare (SAR)
- operațiuni de interdicție maritimă (MIO)
- executarea supravegherii aeriene și navale
- supraveghere aeriană și navală
- participarea la misiuni umanitare
- activități de diplomație navală
- protecția unor obiective împotriva amenințărilor asimetrice dinspre mare.

Pe timp de criză și de război, nava poate îndeplini următoarele misiuni:
- participarea la realizarea siguranței navelor care navighează izolat sau în convoi
- participarea la acțiuni de evacuare a personalului necombatant
- lovirea navelor de suprafață
- interzicerea pătrunderii submarinelor la obiective
- căutarea și lovirea submarinelor.[2]

## Misiuni
Misiuni și aplicații naționale și internaționale la care fregata Mărășești a participat:

### Marșuri de instrucție:
- Constanța – Toulon – Barcelona - 1994
- Constanța – Varna - 1994
- Constanța – Cartagena – Napoli – Pireu - 1995
- Constanța – La Spezia - 1995
- Constanța – Lisabona – Brest - Lisabona - 1998

### Exerciții și misiuni internaționale:
- „Cooperative Partner '94” - Bulgaria
- „Cooperative Marmaide-Classica '95” - Italia
- „Strong Resolve '98” - Golful Biscaya
- „Storm 2000” - Bulgaria
- „Cooperative Partner 2003” - Ucraina
- A fost prima navă românească care a acționat sub comandă NATO, în iunie 2004, în cadrul Summit-ului NATO de la Istanbul.
- „Blackseafor 2005” - Marea Neagră – prima navă românească la comanda grupării NATO „PfP Blackseafor”
- „CERTEX 2010” - Bulgaria
- „Blackseafor 2010” - Marea Neagră (navă comandant).
- „Blackseafor 2011” - Marea Neagră (navă comandant).[3]
- SEA BREEZE 2021 - Marea Neagră[4]

A desfășurat peste 30 de exerciții bilaterale alături de nave militare din S.U.A., Marea Britanie, Franța, Belgia Turcia, Grecia, Spania, Portugalia, Italia, Olanda, Ucraina, Rusia, Georgia și Bulgaria.
În 1998 a fost prima navă de luptă a Marinei Române care a ieșit în oceanul Atlantic, după cel de Al Doilea Război Mondial, având și elicopter ambarcat la bord, cu care a participat la misiunea Strong Resolve 1998. Tot atunci, a fost înregistrat primul zbor al unui elicopter românesc deasupra Mării Mediterane.